# روزهای دور (فیلم)
روزهای دور (به انگلیسی: Awaydays) فیلمی محصول سال ۲۰۰۹ و به کارگردانی پت هولدن است. در این فیلم بازیگرانی همچون استیون گراهام، نیکی بل، لیام بویل، اولیور لی، لی باتل، شان وارد، مایکل رایان، ایان پولستون دیویس، هالیدی گرینجر، ساشا پارکینسون و سامانتا مک‌کارتی ایفای نقش کرده‌اند.